# Rhea Silvia

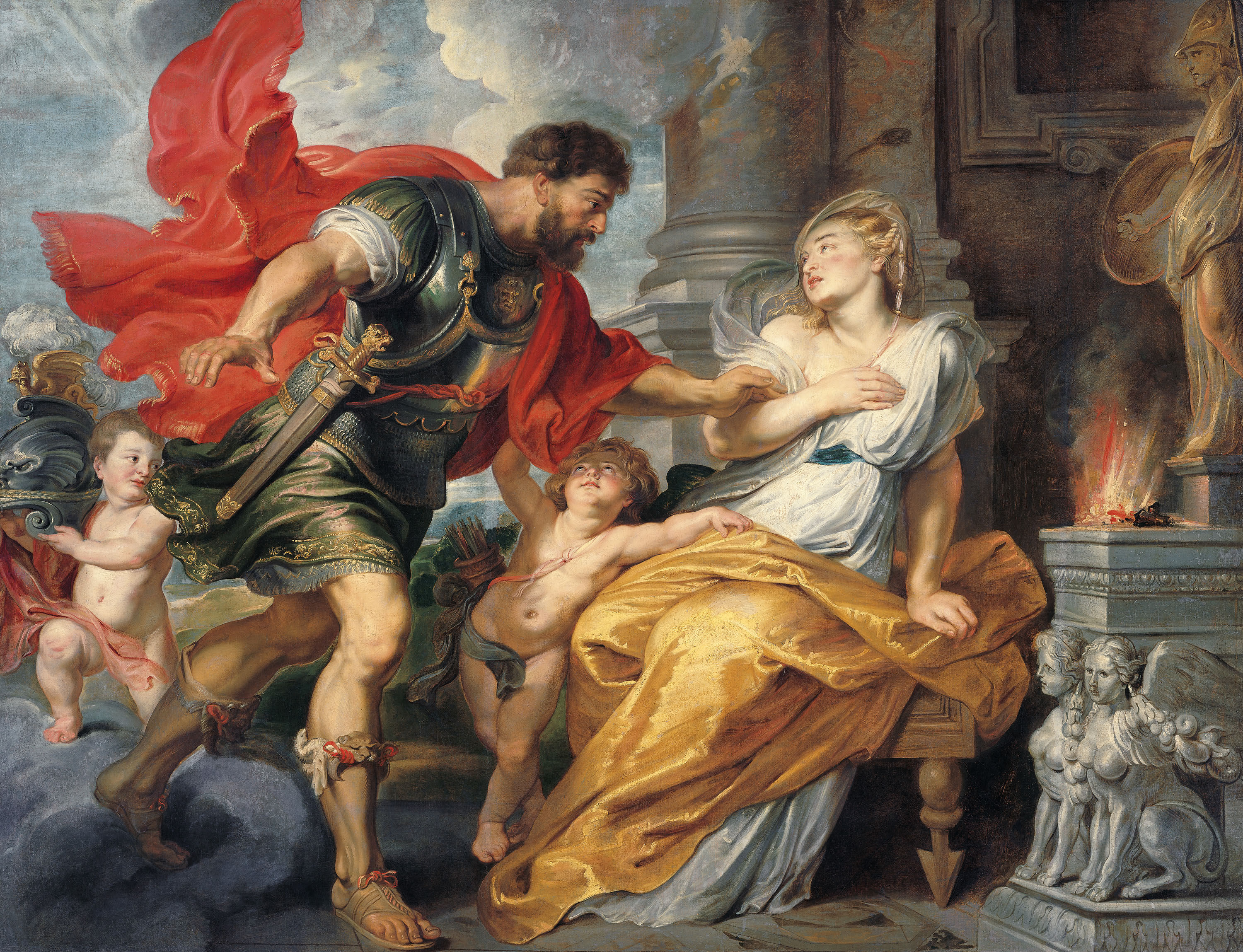
Mars und Rhea Silvia von Rubens.

Rhea Silvia war eine Königstochter aus der römischen Mythologie und Mutter von Romulus und Remus, die dem Mythos nach Rom gegründet haben sollen.

## Mythos

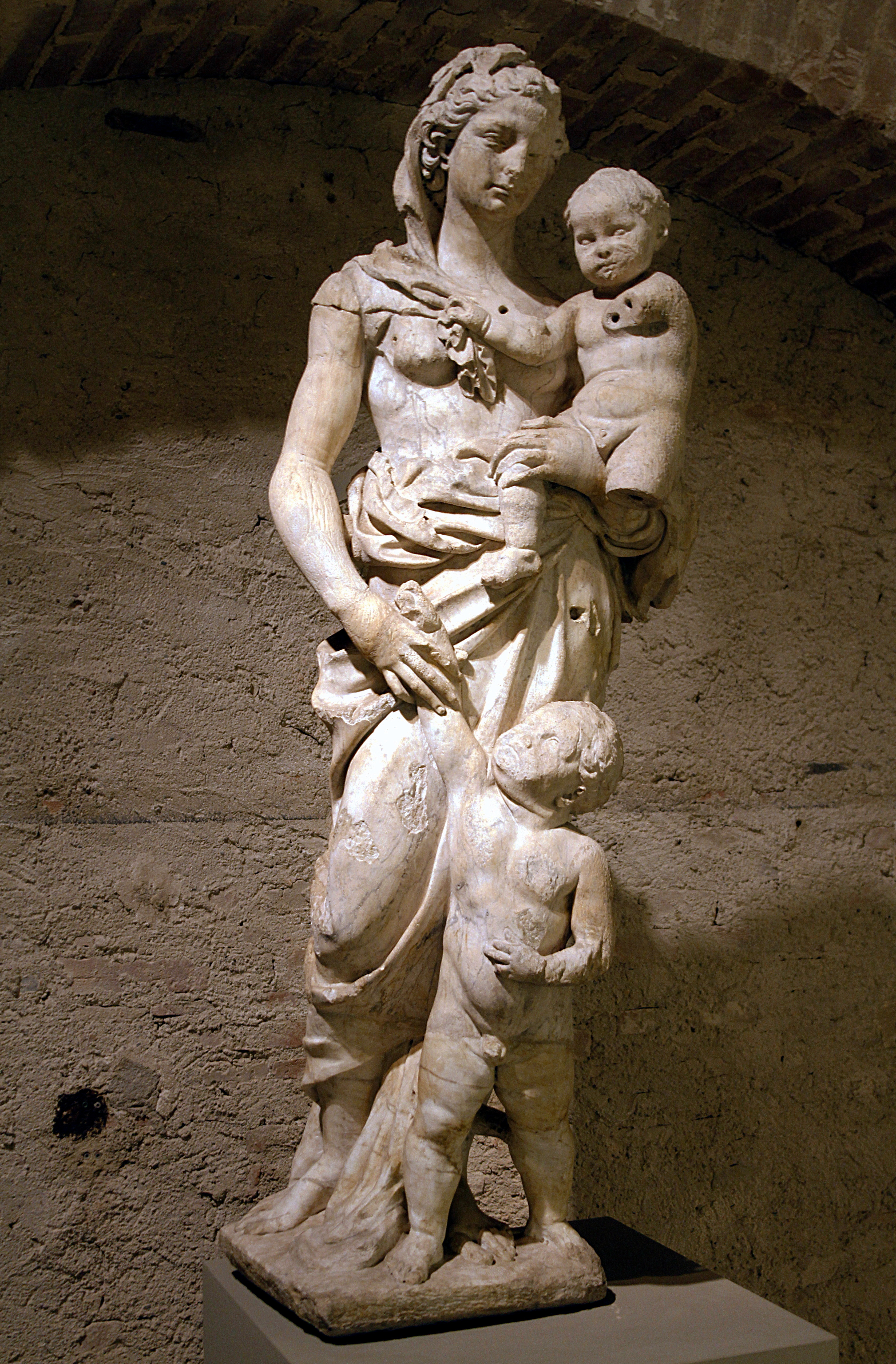
Rhea Silvia von Jacopo della Quercia.

Rhea Silvia war die Tochter von Numitor Silvius, dem König von Alba Longa. Der Bruder von Numitor, ihr Onkel Amulius, setzte den König ab, tötete dessen Söhne und machte Rhea Silvia zu einer Vestalin. Die Weihe zu Ehren der Göttin Vesta geschah, damit sie kinderlos bliebe und eventuelle Nachkommen keine Rache nehmen konnten.
Der Gott Mars jedoch verführte Rhea Silvia und sie gebar die Zwillinge Romulus und Remus. Dionysios von Halikarnassos gibt verschiedene Darstellungen an, wie es zur Schwangerschaft gekommen sei, erklärt jedoch: „Die meisten aber erzählen, es habe sich um eine Erscheinung des Gottes gehandelt, dem der Ort gehörte.“ Vergil und Ovid schließen sich ihm an und lassen nicht den kleinsten Zweifel an der Vaterschaft von Mars aufkommen. Marcus Tullius Cicero ist bereits vorsichtiger und nach der Darstellung von Titus Livius in seiner Römischen Geschichte wurde sie vergewaltigt und gab Mars als Vater ihrer Kinder an.
Als der Onkel Amulius dies erfuhr, ließ er ihr die damals übliche Bestrafung für Vestalinnen zukommen, die ihre Unberührtheit verloren hatten: er ließ sie nach der Geburt auspeitschen und töten. Einer anderen Version zufolge wurde Rhea Silvia auf Bitten von Amulius’ Tochter am Leben gelassen, aber eingesperrt und erst nach dem Tod des Königs befreit. Nach einer anderen Quelle wurde die Vestalin in den Tiber geworfen. Jedoch habe sich der Flussgott ihrer erbarmt, sie zur Frau genommen und ihr ewiges Leben geschenkt.

## Überlieferung
Die Legende hat ihren Ursprung in der Sage von Troja und der Flucht von Aeneas nach Latium. Bereits in der Version von Aristoteles über den Ursprung der Römer und Latiner spielen troianische Frauen eine große Rolle. Kallias von Syrakus erzählt, dass eine Troianerin in Italien den Latinus geheiratet und ihm drei Söhne geboren habe. Von Hellanikos von Lesbos ist überliefert, dass Aeneas nach Italien gekommen sei und eine Stadt gegründet habe. In den griechischen Überlieferungen werden danach die zwei Erzählungen miteinander verknüpft und mit der Vaterschaft von Mars ergänzt. Im 3. Jahrhundert v. Chr. bestand die Erzählung der Ilia aus folgenden Elementen:
- Aeneas hatte eine Tochter, die Ilia genannt wurde.
- Mars zeugte mit Ilia Romulus und Remus.

Eine weitere Ergänzung fand dann mit der Anlehnung an die Motive des Mythos von der Tyro statt, nach der Ilia die Züge der Tyro annimmt und vom Flussgott geschwängert wird. Zur Strafe wird sie eingesperrt und später von ihren Söhnen befreit.
Bei den Römern wird die Geschichte erstmals bei Gnaeus Naevius und Quintus Ennius erwähnt, dort wird sie noch als Tochter des Aeneas aufgeführt. Quintus Ennius ist der erste, bei dem sich Hinweise auf die Könige von Alba zeigen.
Im 2. Jahrhundert v. Chr. wurde die Erzählung nochmals umgestaltet und Ilia erhielt einen neuen Vater und einen neuen Namen: Rhea Silvia. Auf Valerius Antias dürfte die sich im Folgenden behauptende Erzählung zurückgehen, die von allen späteren Geschichtsschreibern übernommen worden ist.

## Namensformen und Etymologie
Als alternative Namensformen der Rhea Silvia sind Rea Silvia, Rea, Silvia und Illia bezeugt. Alle diese Namen und Namensteile haben ihren Ursprung in der Sage des Aeneas und der Abstammung des Romulus von Aeneas. Am Sichtbarsten zeigt sich das bei Ilia, dem Namen, den vor allem die Dichter verwenden.
Es existieren verschiedene Erklärungen für den Namen Rhea Silvia. Die wahrscheinlichste ist der Bezug zur idäischen „Göttermutter“ Rhea, die Mutter des Zeus und gleichzeitig die Schutzgöttin der Trojaner, im Besonderen der Aeneaden. Sobald die Römer als Abkömmlinge von Aeneas galten, war es naheliegend, Rhea zur Stammmutter der Römer zu machen. Mit der lateinischen Übersetzung Silvia vom griechischen Idäa als Zweitname ist die Stammmutter der Römer, Rhea Silvia, geboren.
Die Namen scheinen alle nicht sehr alt zu sein. Manchmal hat die Mutter von Romulus und Remus nicht einmal einen Namen und wird schlicht die „Vestalin“ genannt.

## Nachwirkung

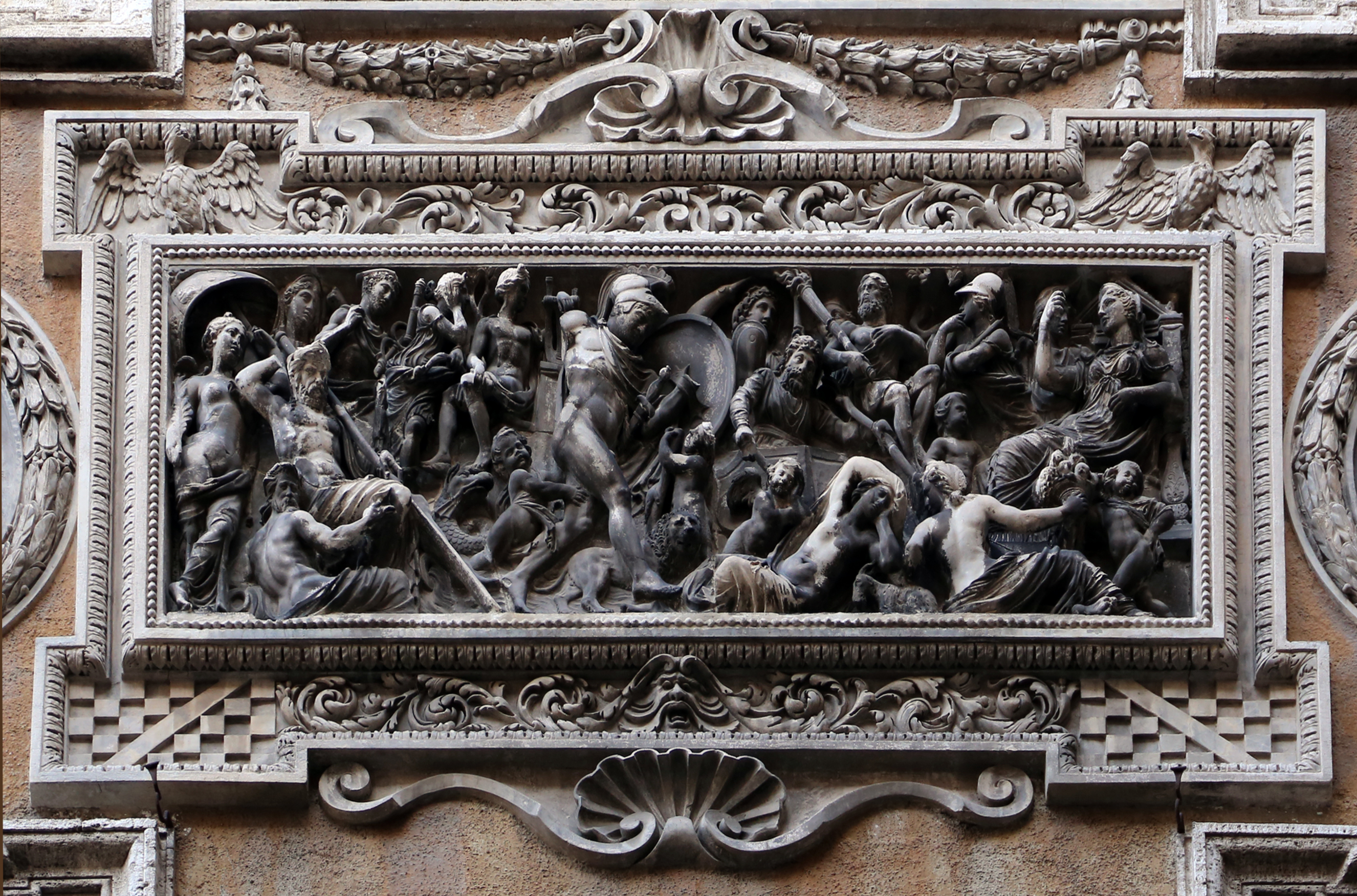
Palazzo mattei di giove, Sarkophag mit Rhea Silvia

Die Figur der Rhea Silvia hat erst ab dem 1. Jahrhundert v. Chr. ein breiteres Interesse geweckt. Von den in einer Untersuchung zusammengestellten sieben Sarkophagen, die Rhea Silvia darstellen, stammt der älteste aus dem 2. Jahrhundert v. Chr. Bilder des römischen Gründungsmythos erschienen erstmals in der frühaugusteischen Zeit und Münzen mit der Darstellung von Mars und Rhea Silvia erst ab dem 2. Jahrhundert n. Chr. Die Liebe des Mars zu Rhea Silvia wurde gern als Verzierung auf Waffen dargestellt, wie zum Beispiel Helme oder Schilde.
Rhea Silvia hat in der nachantiken Rezeption wenig Beachtung erfahren. Dabei entspricht das moderne Desinteresse einer gewissen Gleichgültigkeit der antiken literarischen Überlieferung. Ausdruck davon ist die Uneinigkeit in der Namensgebung als auch dass ihr weiteres Schicksal nicht übereinstimmend (Dionysios von Halikarnassos) oder gar nicht (Livius) überliefert wird.
Johann Wolfgang von Goethe erwähnt den Mythos in der dritten Römischen Elegie:
Rhea Sylvia wandelt, die fürstliche Jungfrau, der Tyber

Wasser zu schöpfen hinab, und sie ergreifet der Gott.

So erzeugte sich Mars zwey Söhne! – die Zwillinge tränket

Eine Wölfinn, und Rom nennt sich die Fürstin der Welt.
Der 1866 entdeckte Asteroid (87) Sylvia ist nach Rhea Silvia benannt und die beiden Monde von Sylvia bekamen entsprechend dem Gründungsmythos die Namen Romulus und Remus. Außerdem trägt der größte Krater auf dem Asteroiden (4) Vesta den Namen Rheasilvia. Dessen Zentralberg gehört mit etwa 23 km Höhe zu den höchsten bekannten Bergen des Sonnensystems.